# Vienna (Georgia)
Vienna város az USA Georgia államában, Dooly  megyében, melynek megyeszékhelye is. Lakosainak száma 2928 fő (2020. április 1.).

## Népesség
A település népességének változása:
| Lakosok száma | 1035 | 4011 | 2928 |
|               | 1900 | 2010 | 2020 |

## Éghajlat
| J                                       | F        | M        | Á         | M        | J         | J         | A         | Sz       | O        | N        | D        |
| 88 12 3                                 | 198 15 5 | 121 22 9 | 154 26 13 | 93 30 17 | 196 29 21 | 183 29 20 | 170 27 21 | 97 27 19 | 28 25 13 | 89 20 10 | 192 13 4 |
| Átlagos max. és min. hőmérséklet °C-ban |          |          |           |          |           |           |           |          |          |          |          |
| A csapadékmennyiség mm-ben kifejezve    |          |          |           |          |           |           |           |          |          |          |          |
| Forrás:                                 |          |          |           |          |           |           |           |          |          |          |          |

| Angolszász mértékegységekkel             | Angolszász mértékegységekkel | Angolszász mértékegységekkel | Angolszász mértékegységekkel | Angolszász mértékegységekkel | Angolszász mértékegységekkel | Angolszász mértékegységekkel | Angolszász mértékegységekkel | Angolszász mértékegységekkel | Angolszász mértékegységekkel | Angolszász mértékegységekkel | Angolszász mértékegységekkel |
| ---------------------------------------- | ---------------------------- | ---------------------------- | ---------------------------- | ---------------------------- | ---------------------------- | ---------------------------- | ---------------------------- | ---------------------------- | ---------------------------- | ---------------------------- | ---------------------------- |
| J                                        | F                            | M                            | Á                            | M                            | J                            | J                            | A                            | Sz                           | O                            | N                            | D                            |
| 3.5 54 37                                | 7.8 59 41                    | 4.8 72 48                    | 6.1 79 55                    | 3.7 86 63                    | 7.7 84 70                    | 7.2 84 68                    | 6.7 81 70                    | 3.8 81 66                    | 1.1 77 55                    | 3.5 68 50                    | 7.6 55 39                    |
| Átlagos max. és min. hőmérséklet °F-ben  |                              |                              |                              |                              |                              |                              |                              |                              |                              |                              |                              |
| A csapadékmennyiség hüvelykben kifejezve |                              |                              |                              |                              |                              |                              |                              |                              |                              |                              |                              |

| J                                       | F        | M        | Á         | M        | J         | J         | A         | Sz       | O        | N        | D        |
| 88 12 3                                 | 198 15 5 | 121 22 9 | 154 26 13 | 93 30 17 | 196 29 21 | 183 29 20 | 170 27 21 | 97 27 19 | 28 25 13 | 89 20 10 | 192 13 4 |
| Átlagos max. és min. hőmérséklet °C-ban |          |          |           |          |           |           |           |          |          |          |          |
| A csapadékmennyiség mm-ben kifejezve    |          |          |           |          |           |           |           |          |          |          |          |
| Forrás:                                 |          |          |           |          |           |           |           |          |          |          |          |

| Angolszász mértékegységekkel             | Angolszász mértékegységekkel | Angolszász mértékegységekkel | Angolszász mértékegységekkel | Angolszász mértékegységekkel | Angolszász mértékegységekkel | Angolszász mértékegységekkel | Angolszász mértékegységekkel | Angolszász mértékegységekkel | Angolszász mértékegységekkel | Angolszász mértékegységekkel | Angolszász mértékegységekkel |
| ---------------------------------------- | ---------------------------- | ---------------------------- | ---------------------------- | ---------------------------- | ---------------------------- | ---------------------------- | ---------------------------- | ---------------------------- | ---------------------------- | ---------------------------- | ---------------------------- |
| J                                        | F                            | M                            | Á                            | M                            | J                            | J                            | A                            | Sz                           | O                            | N                            | D                            |
| 3.5 54 37                                | 7.8 59 41                    | 4.8 72 48                    | 6.1 79 55                    | 3.7 86 63                    | 7.7 84 70                    | 7.2 84 68                    | 6.7 81 70                    | 3.8 81 66                    | 1.1 77 55                    | 3.5 68 50                    | 7.6 55 39                    |
| Átlagos max. és min. hőmérséklet °F-ben  |                              |                              |                              |                              |                              |                              |                              |                              |                              |                              |                              |
| A csapadékmennyiség hüvelykben kifejezve |                              |                              |                              |                              |                              |                              |                              |                              |                              |                              |                              |